# پودر

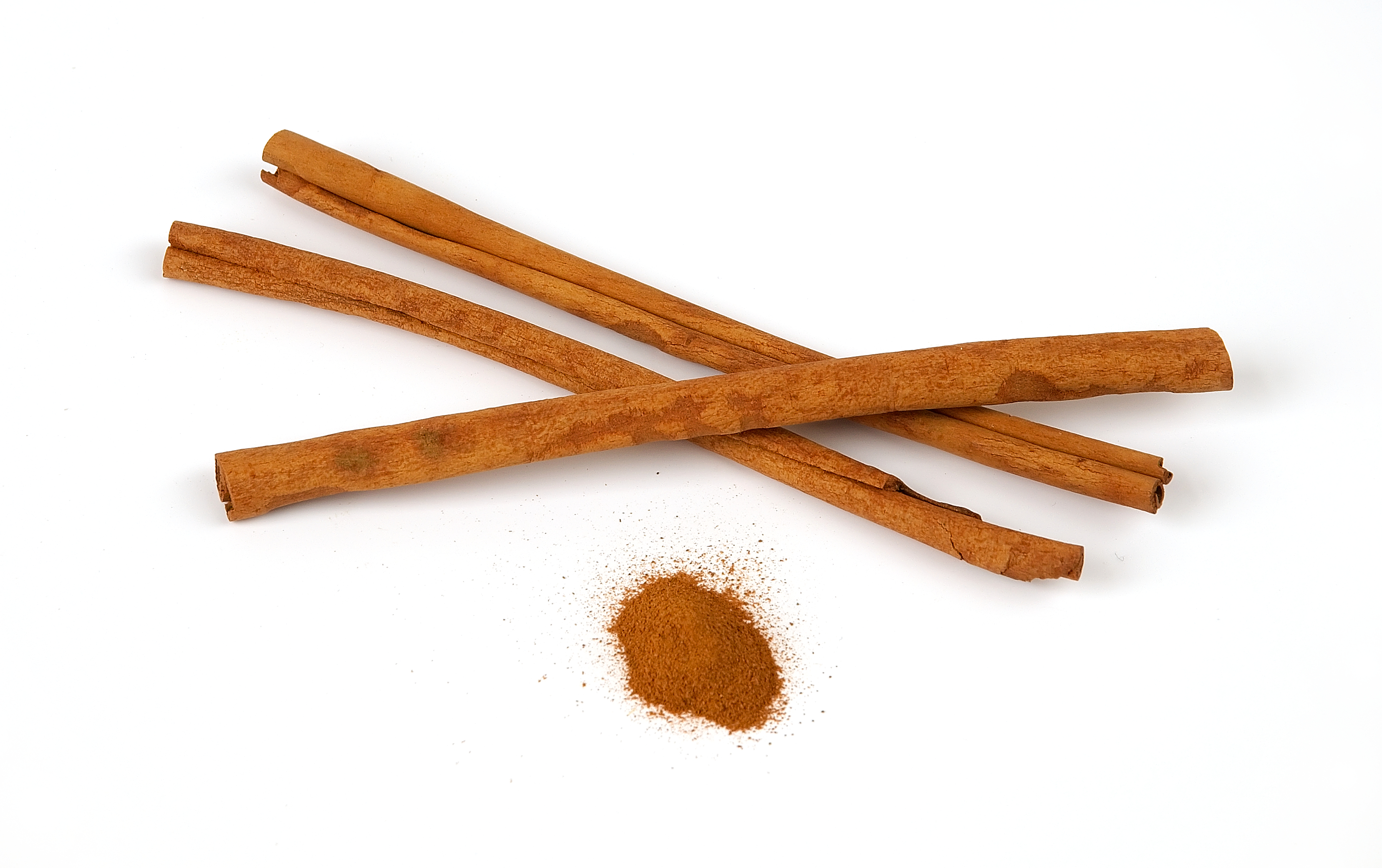
دارچین پودری شکل و آسیاب نشده

در داروسازی پودرها یا گردها ذرات ریز یک ماده دارویی هستند که فعالیت خاصی بر روی آن‌ها انجام نگرفته‌است. پودرها را گاهی برای مصارف خارجی به کار می‌برند. برای مصارف خوراکی عموماً آن‌ها را برای مصرف در مایع حل می‌کنند. از معایب این روش مصرف می‌توان عدم امکان پوشاندن طعم دارو و عدم حفاظت دارو در برابر عوامل ناپایدارکننده مثل رطوبت و اکسیژن را نام برد. همچنین پودرهایی که به آب دوستی زیادی ندارند نمی‌توان به راحتی در آب حل نمود. مثالی از این مورد مانند داروی سولفات باریم که یک داروی حاجب می‌باشد.